# Capital Tower
La Capital Tower è un grattacielo situato a Singapore.

## Descrizione
Dotato di 52 piani e alto 253 m, è stato completato nel 2000 e si trova nel distretto finanziario di Singapore. È il quarto grattacielo più alto della città. Inizialmente progettato come quartier generale della POSBank, la proprietà dell'edificio passò alla CapitaLand.